# ولایت هرات
ولایت هرات یکی از ۳۴ ولایت افغانستان به مرکزیت شهر هرات است. هرات دومین ولایت پهناور و دومین ولایت پرجمعیت افغانستان است. پهناوری آن ۵۵٫۸۶۸ کیلومتر مربع و جمعیت آن ۲٫۱۵۲٫۸۹۲ نفر است. از شمال به ترکمنستان، از شرق به غور و بادغیس، از جنوب به فراه و از غرب به ایران محدود است. ساکنان آن بر علاوه فارسی به گویش هراتی به زبان پشتو نیز مسلط هستند. میانگین ارتفاع آن ۹۲۲ متر و بلندترین نقطه آن قله تخت مرزی با ۳۶۳۸ متر بلندی است. هرات از ولایت‌های تاریخی، سرسبز و خوش آب و هوای افغانستان است که دره‌های حاصلخیز آن توسط هریرود آبیاری می‌شود.

## نام
هرات یکی از قدیمی‌ترین ولایت‌های افغانستان است که ریشه‌های آن به آریانای باستان می‌رسد. برخی منابع غربی هرات باستان را بنام «آریا» یاد نموده‌اند که همان گونهٔ یونانی شدهٔ هریوا است. چنانچه در نتیجه تحقیق آکادمیسین دکتر عبدالاحمد جاوید، هرات باستان بگونه‌های ذیل آمده است:
به اوستایی: هَرویوَه (Harōiva)، در یشت ۱۰٫۱۴ (یشت چهاردهم مِهریَشت) و وندیداد ۱٫۹ (فرگرد یکم وندیداد) از اوستا
به پارسی باستان: هَرَیوه (Haraiva)، در سنگ‌نوشته‌های هخامنشی
به پارسی میانهٔ ساسانی: هَریو (Harēv)، در سنگ‌نبشته‌ای از شاپور یکم در کعبه زرتشت واقع در نقش رستم
به پهلوی: هَری (Hariy)، در فهرست پایتخت‌های استان‌های شاهنشاهی ساسانی به زبان پهلوی
در دورهٔ اسکندر مقدونی: اسکندریه آریانِه (به یونانی: Αλεξάνδρεια, η Αρειανή / الکساندریا آریانه)، یا به‌طور ساده‌تر اسکندریه آریا
به یونانی باستان: آریا Ἀρεία (نباید با نام یونانی سرزمین باستانی آریانا اشتباه شود)
به لاتین: آریا (Aria)

## پیشینه
هرات قبل از کشف اقیانوس هند در گذرگاه جاده ابریشم قرار داشت و نقش بزرگ را در تجارت میان شبه‌قاره هند، خاورمیانه، آسیای مرکزی و اروپا بازی می‌کرد. هرات از لحاظ موقعیت جغرافیایی در طول تاریخ بستر مناسب تلاقی مدنیت‌های شرق و غرب نیز به‌شمار می‌رفت. از این رو هرات یکی از گهواره‌های تمدنی تاریخ پربار خراسان شناخته می‌شود. تاریخ سیاسی هرات پر از فراز و نشیب است. چنانچه هرات همواره میدان لشکر کشی‌ها جنگ‌های اشغال‌گرانه، ویران‌گرانه و گذرگاه جهان‌گشایان نیز بوده است. روی تصادفی نیست که تاریخ هرات مشحون از مبارزات آزادی خواهانه و استعمار شکن بوده است.
در دوره‌های ماد و هخامنشیان، هریوا سرزمینی در اطراف رودخانهٔ هریرود بوده و یکی از ساتراپی‌های هخامنشیان بشمار می‌رفت. در سنگ‌نوشته بیستون داریوش بزرگ، هَریوا (Haraiva) در فهرست ساتراپی‌های هخامنشیان آمده است.
به قول مورخ یونانی هرودوت، اسکندر مقدونی در ۳۳۰ پ. م، آرتاکوانا، مرکز ساتراپی هریوا را گشود. سپاهیان اسکندر شهر را ویران و باشندگان آن را به قتل رسانیدند. اسکندر سپس شهری به نام «اسکندریه آره‌ایا» (Alexandria Areia) در کنار هریرود بنا کرد و جمعیت و آبادی آرتاکوآنا را بدین شهر که شاید هرات امروزین باشد تحویل کرد.
هرات در زمان ساسانیان در سنگ‌نوشته‌ای در کعبه زردشت واقع در نقش رستم بنام هریو یاد شده است. در دورهٔ ساسانی از مراکز مهم نظامی و منطقه مرزی در مقابله با هپتالی‌ها بوده است. پیش از آمدن اسلام به ایران دارای اقلیت مسیحی نستوری بود. در سال ۳۱ ه‍.ق (حدود ۶۵۰ م) یا کمی پس از آن به دست مسلمانان فتح شد.
در دورهٔ خلافت اسلامی، یعنی در قرون وسطی، هرات همراه با نیشابور، مرو و بلخ یکی از چهار قسمت (چهار ربع) خراسان بزرگ بود.
هرات مثل اکثریت مناطق دیگر افغانستان با هجوم مغول در ۱۲۲۲ م. از بنیاد ویران شد و بیش از نیمی از اهالی بومی آن قتل‌عام یا آواره شدند.
هرات در میان سال‌های ۶۴۳ تا ۷۸۴ ه‍.ق پایتخت سلسلهٔ آل کرت بود. تیمور لنگ در سال ۷۸۴ ه‍.ق هرات را گشود و آل کرت را نابود ساخت. در جریان این حمله هرات بار دیگر ویران و هزاران نفر کشته شدند. شاهرخ فرزند تیمور و همسرش گوهرشاد پایتخت تیموریان را در سال ۱۴۰۱ م از سمرقند به هرات منتقل کردند.
در ۱۵۰۶ م شیبانیان آسیای مرکزی بر شمال افغانستان و هرات مسلط شدند. اندکی بعد هرات در تحت کنترل صفوی‌ها قرار گرفت. در دوران صفوی هرات مهم‌ترین شهر و مرکز خراسان محسوب می‌شد و همواره مورد طمع ازبک‌ها بود حتی چندبار این شهر به دست ازبک‌ها افتاد. اما سلطه ازبک‌ها بر این شهر به صورت کوتاه مدت بود و آن‌ها از دوره‌های فترت در اوایل سلطنت شاه تهماسب یکم و اوایل سلطنت شاه محمد خدابنده و شاه عباس بزرگ استفاده کردند و هر بار برای مدت کمی این شهر را در اشغال داشتند.
پس از سقوط صفوی‌ها هرات به دست نادر شاه افشار افتاد و پس از مرگ نادر هرات به تصرف احمد خان درانی درآمد. در دوران معروف به بازی بزرگ مأموران بریتانیایی در هرات فعال بودند و از پیوستن هرات به حکومت افغانستان پشتیبانی می‌کردند. در ۱۲۴۹ ه‍.ق عباس میرزا از سوی فتحعلی‌شاه قاجار مأمور پس گرفتن هرات از افغان‌ها شد. مرگ عباس میرزا در راه مشهد این کار را ناتمام گذاشت. محمدشاه قاجار نیز کوششی برای فتح هرات کرد که ناکام ماند. در زمان ناصرالدین‌شاه قاجار، دوست‌محمد خان، حاکم کابل و قندهار هرات را گرفت. نیروهای ناصرالدین شاه تحت فرمان حسام‌السلطنه هرات را محاصره کردند و در سال ۱۲۷۳ این شهر را گرفتند. معاهده پاریس در مارس ۱۸۵۷ میلادی پس از دومین نبرد بریتانیا با ایران برسر مسئله هرات جهت صلح بین دو کشور در پاریس منعقد گردید.
بریتانیا با تصرف بخش‌هایی از جنوب ایران (بنادر خرمشهر و بوشهر و جزایر جنوب در خلیج فارس) ناصرالدین شاه را مجبور به قبول معاهده پاریس کرد. بر طبق این پیمان، ایران از مالکیت خود بر هرات چشم پوشی کرد و هرات در ۱۸۵۷ از از خاک ایران انتزاع و در ۱۸۶۳ به افغانستان ملحق گشت و ایران موجودیت کشوری به نام افغانستان را به رسمیت شناخت.

## تقسیمات
در تقسیمات کشوری گذشته همواره تا قبل از دوره ظاهرشاه، ولایت هرات بسیار بزرگتر از دوره فعلی بود و ولایت‌های غربی یعنی بادغیس و غور و فراه و نیمروز را نیز شامل می‌شد، اما محمد ظاهرشاه به تدریج تا سال ۱۳۴۶ (۱۹۴۷ میلادی) این مناطق را از ولایت هرات جدا ساخت. همچنین در دوره حاکمیت اسماعیل خان بر غرب کشور که هرات به نوعی خودمختاری داشت، ولایت هرات بر مناطق بادغیس و فراه و غور هم توسعه داشت و مجموع این مناطق از مرکزیت هرات اداره می‌شد. هم‌اکنون بین مردمان این ولایت‌ها ارتباط بسیار نزدیک برقرار می‌باشد و تا هنوز هم برای بسیاری از این مردم، هِرات باستان به عنوان شهر مرکزی شناخته می‌شود.

### تقسیمات کنونی

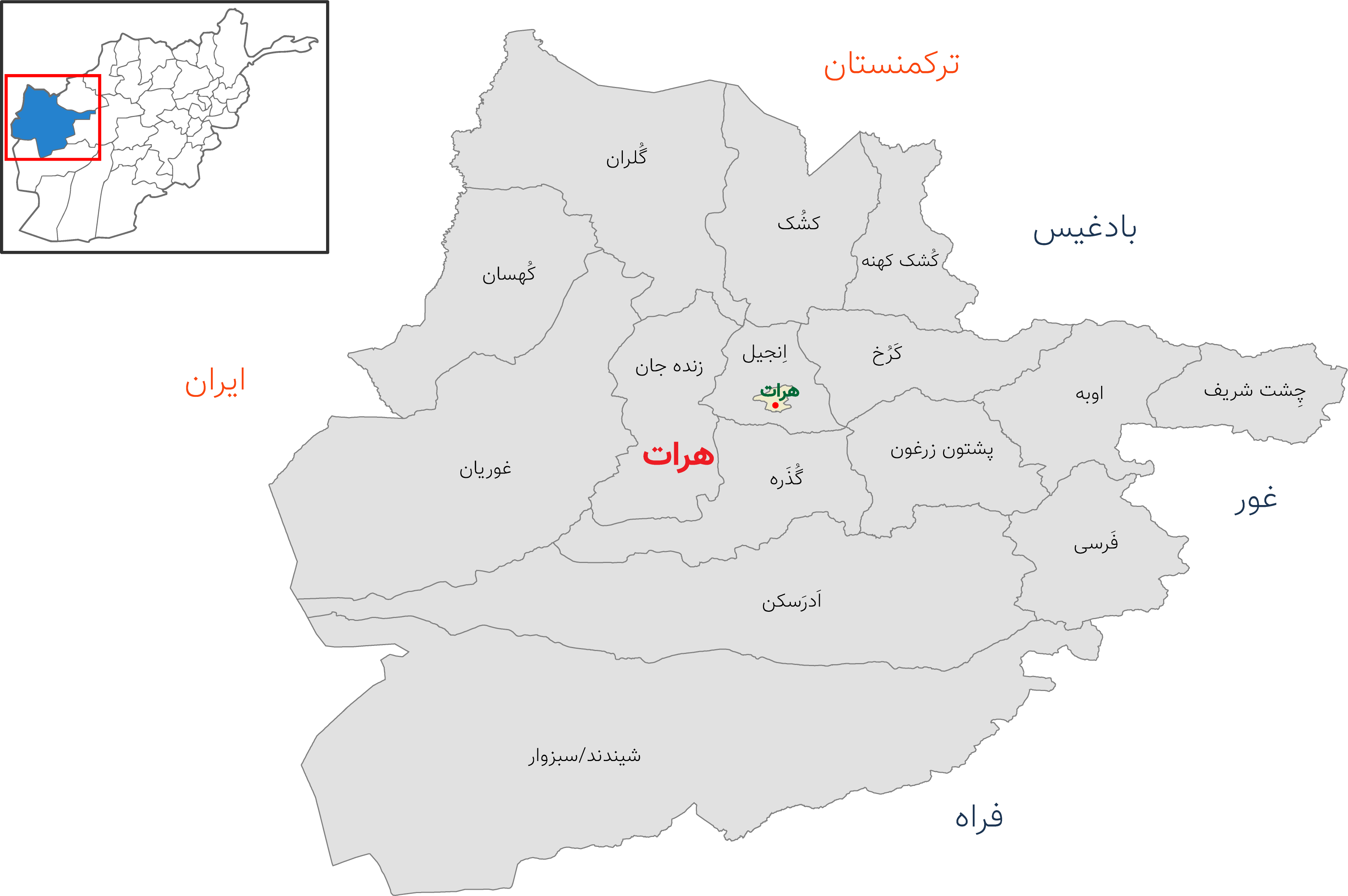
ولسوالی‌های هرات

- شهر هرات
- اَدرَسکن
- اِنجیل
- اوبه
- شافلان (پشتون زرغون)
- چِشت شریف
- زنده‌جان
- سبزوار (شیندند)
- غوریان
- فارسی
- کَرُخ
- کُشک رباط سنگی
- کُشک کهنه
- کُهسان
- گُذَره
- گُلران

## اقتصاد
بزرگ‌ترین پالایشگاه افغانستان در هرات قرار دارد.
در هرات نُه معدن سنگ مرمر، پنج معدن مرمر گچی، شش معدن مواد ساختمانی، دو معدن زغال‌سنگ و معادن دیگری مانند مس، سرب، نمک و گچ نیز در این ولایت وجود دارد.

### محصولات کشاورزی
- انگور

ولایت هرات با داشتن ۴۸ نوع انگور در سال ۱۳۹۹ از ۹ هزار هکتار باغ بالغ بر ۱۴۰ هزار تُن انگور بدست آمده است که نسبت به سال قبل ۱۵ درصد افزایش را نشان می‌دهد. ۶۰ فیصد انگور ولایت هرات به کشمش تبدیل می‌شود و ۴۰ درصد دیگر به بازارهای محلی و سایر ولایت‌ها انتقال داده می‌شود.
- ناک

ولایت هرات بستر خوب برای رشد درختان ناک است علاقه‌مندی زمین‌داران و باغداران به ناک‌پروری از چند سال به این‌سو زیاد شده و بازار محلی خوب نیز دارد. بر اساس ریاست احصائیه وزارت زراعت حاصلات ناک در ولایت هرات ۸ درصد افزایش یافته است. از ۷۸ هکتار باغ ساخته شده در ولایت هرات، سالانه ۸۷۴ تن ناک برداشت می‌شود.
- برنج

برپایه سروی مشترک وزارت زراعت و ادارهٔ ملی احصاییه، هرات با تولید سالانه ۲۸ هزار تُن برنج در جایگاه پنجم تولید برنج افغانستان قرار دارد.

## مردم
جمعیت این ولایت بالغ بر ۳٬۷۸۰٬۰۰۰ است. بر پایهٔ آمار وزارت احیا و انکشاف دهات، ترکیب جمعیتی این ولایت به این صورت است:
تقریباً سه‌چهارم (۷۷٪) مردم ولایت هرات در روستاها زندگی می‌کنند و یک‌چهارم یعنی ۲۳٪ در شهرها هستند. نیمی از مردم مرد و نیمی دیگر زن هستند. فارسی و توسط ۹۸٪ از مردم گفتار می‌شود. همین‌طور این دو زبان در ۹۷٫۷٪ روستاهای این ولایت سخن گفته می‌شود. زبان گفتاری باقی مانده مردم ترکمنی است. زبان مادری اکثریت مطلق باشندگان ولایت هرات فارسی با گویش هراتی می‌باشد.

### جمعیت برپایه مناطق
این استان به ۱۵ ولسوالی تقسیم شده و شامل بیش از ۲٫۰۰۰ روستا است.
| منطقه                        | مرکز | جمعیت       | مساحت              | گروه‌های قومی                        | شمار روستاها |
| ---------------------------- | ---- | ----------- | ------------------ | ----------------------------------- | ------------ |
| ولسوالی ادرسکن               |      | ۶۳٫۹۴۴ نفر  | ۳٫۸۸۲ کیلومتر مربع | تاجیک‌ها                             | ۳۵۰ روستا    |
| ولسوالی انجیل                |      | ۲۲۲٫۶۰۷ نفر | ۳٫۰۰۰ کیلومتر مربع | تاجیک‌ها و هزاره‌ها پشتون‌ها هزاره‌ها ا | ۴۸۶ روستا    |
| ولسوالی اوبه                 |      | ۹۰٫۲۸۴ نفر  | ۲٫۴۴۴ کیلومتر مربع | تاجیک‌ها                             | ۲۵۰ روستا    |
| ولسوالی شافلان (پشتون زرغون) |      | ۹۰٫۸۱۷ نفر  |                    | تاجیک‌ها، پشتون‌ها                    |              |
| ولسوالی چشت شریف             |      | ۲۸٫۴۲۶ نفر  | ۱٫۹۳۶ کیلومتر مربع | تاجیک‌ها                             | ۱۰۰ روستا    |
| ولسوالی زنده‌جان              |      | ۶۸٫۰۰۱ نفر  |                    | تاجیک‌ها                             | ۱۰۴ روستا    |
| ولسوالی سبزوار (شیندند)      |      | ۴۸٫۱۴۴ نفر  |                    | تاجیک‌ها، پشتون‌ها                    |              |
| ولسوالی غوریان               |      | ۱۰۸٫۱۲۴ نفر | ۲٫۸۵۱ کیلومتر مربع | تاجیک‌ها                             | ۲۱۱ روستا    |
| ولسوالی فارسی                |      | ۳۶٫۵۲۰ نفر  | ۲٫۵۰۰ کیلومتر مربع | تاجیک‌ها                             | ۱۴۶ روستا    |
| ولسوالی کرخ                  |      | ۱۲۰٫۰۰۰ نفر | ۲٫۰۱۰ کیلومتر مربع | تاجیک‌ها،                            | ۱۸۴ روستا    |
| ولسوالی کشک (ربات سنگی)      |      | ۱۳۳٫۴۴۶ نفر | ۲٫۰۹۰ کیلومتر مربع | تاجیک‌ها                             |              |
| ولسوالی کشک کهنه             |      | ۴۱٫۶۲۴ نفر  | ۱٫۶۷۱ کیلومتر مربع | تاجیک‌ها                             |              |
| ولسوالی کهسان                |      | ۵۷٫۷۸۲ نفر  |                    | تاجیک‌ها                             |              |
| ولسوالی گذره                 |      | ۱۳۵٫۱۸۷ نفر |                    | تاجیک‌ها                             |              |
| ولسوالی گلران                |      | ۹۱٫۵۰۰ نفر  | ۶٫۰۷۸ کیلومتر مربع | تاجیک‌ها، پشتون‌ها                    |              |

## رسانه

### رسانه‌های تصویری ولایت هرات
ولایت هرات دارای چند رسانه تصویری محلی است:
- تلویزیون استقلال
- تلویزیون هرات
- تلویزیون چکاد
- تلویزیون هری
- تلویزیون ساقی
- تلویزیون میهن
- تلویزیون آسیا
- تلویزیون تابان
- تلویزیون امید
- تلویزیون ترقی
- تلویزیون زندگی
- تلویزیون جوانه
- تلویزیون ناب
- تلویزیون اصلاح
- تلویزیون فریاد
- تلویزیون سیمای ولسوالی غوریان اولین تلویزیون خصوصی در افغانستان

### رسانه‌های صوتی ولایت هرات
- رادیو هرات
- رادیو آموزش
- رادیو صدای جوان
- رادیو کلید هرات
- رادیو سحر
- رادیو فریاد
- رادیو زحل
- رادیو حکمت
- رادیو باران
- رادیو پویش
- رادیو صدای انصار
- رادیو عصر
- رادیو معراج
- رادیو معارف
- رادیو آوا
- رادیو غزالی
- رادیو مژده
- رادیو قرآن
- رادیو زندگی
- رادیو مردم
- رادیو ندای صبح ولسوالی غوریان

### نشریه‌های چاپی ولایت هرات
- روزنامه اتفاق اسلام
- روزنامه اخبار روز
- ماهنامه شهرما
- ماهنامه معرفت
- ماهنامه نسیم ایمان
- ماهنامه پامیر

## مناطق تفریحی
- باغ ملت
- تخت سفر
- شیدایی
- پارک هیریرود
- پارک میر داود
- دهنغار کرخ
- پارک ترقی
- قلعه شربت
- رباط پی (ولسوالی زنده جان)
- شیخ آینه (ولسوالی زنده جان)
- پل هاشمی
- بند سبزک
- بند بغرچه
- بام هرات
- پارک فرهنگ
- پارک ایکو
- تپه‌های کمر کلاغ

## نگارخانه

برج‌های دوقلوی هرات (در حال ساخت)
میدان استقلال در مرکز شهر هرات
میدان مولوی عبدالرحمن جامی در هرات
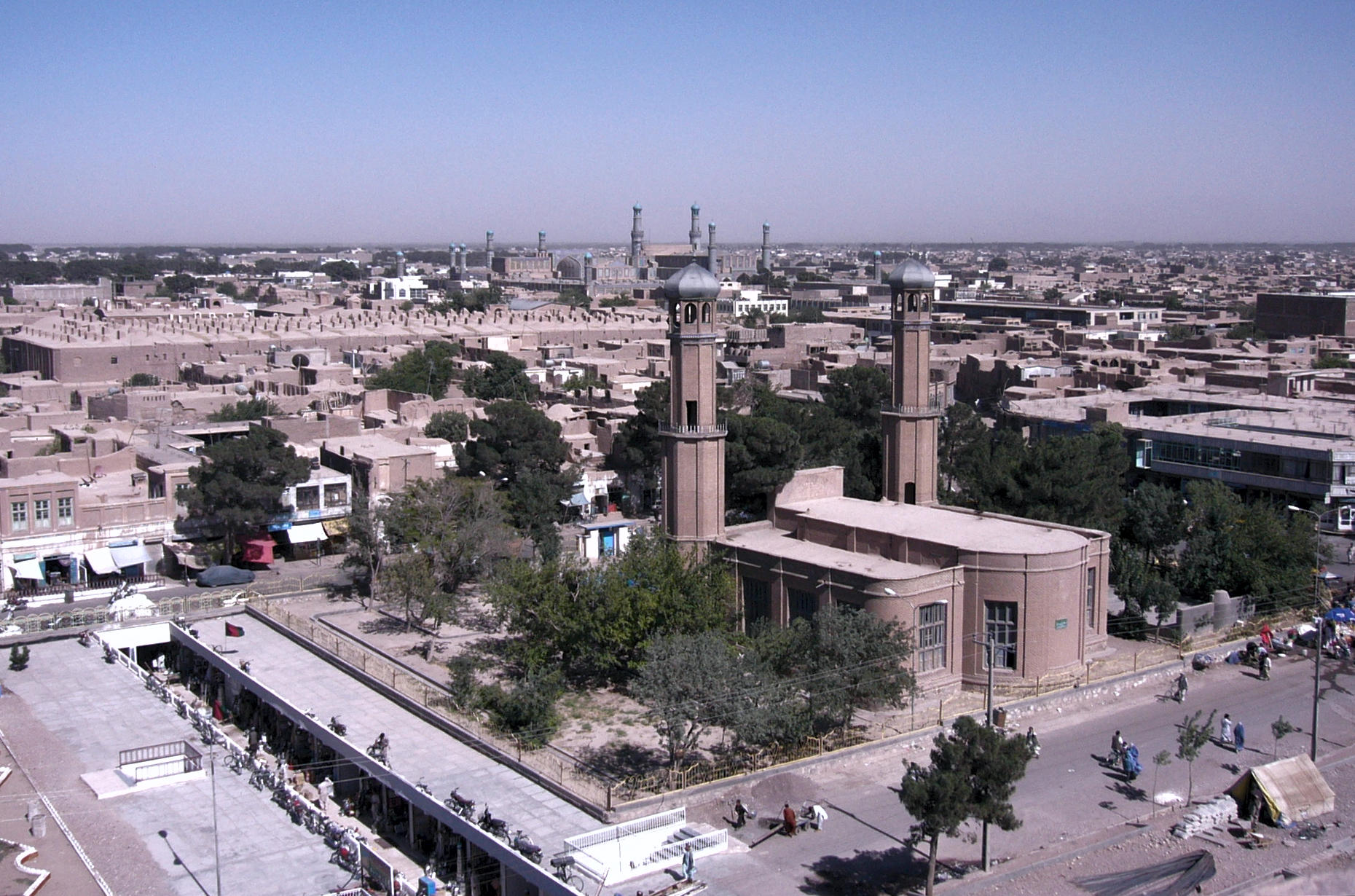
هرات
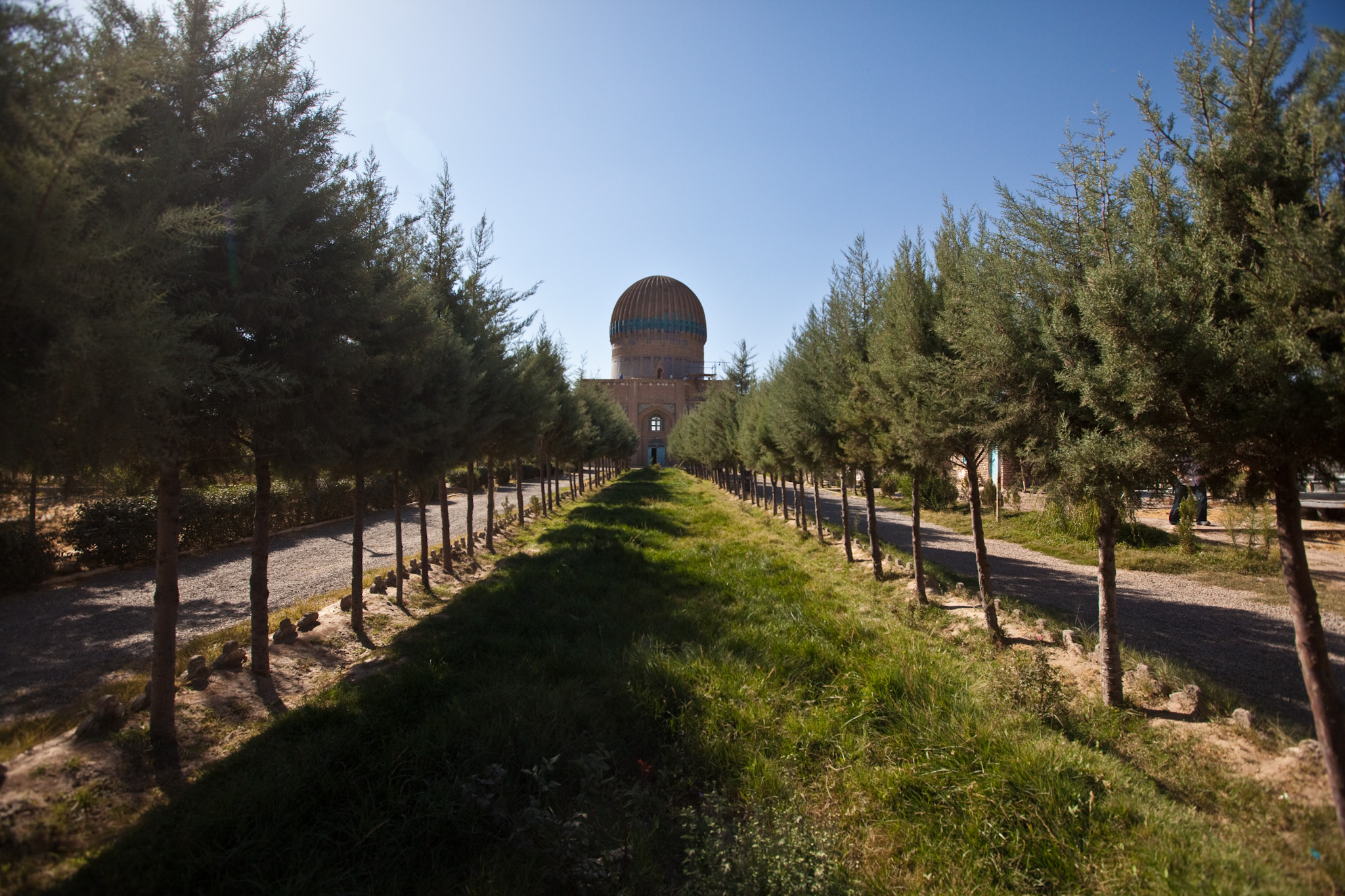
مصلای هرات
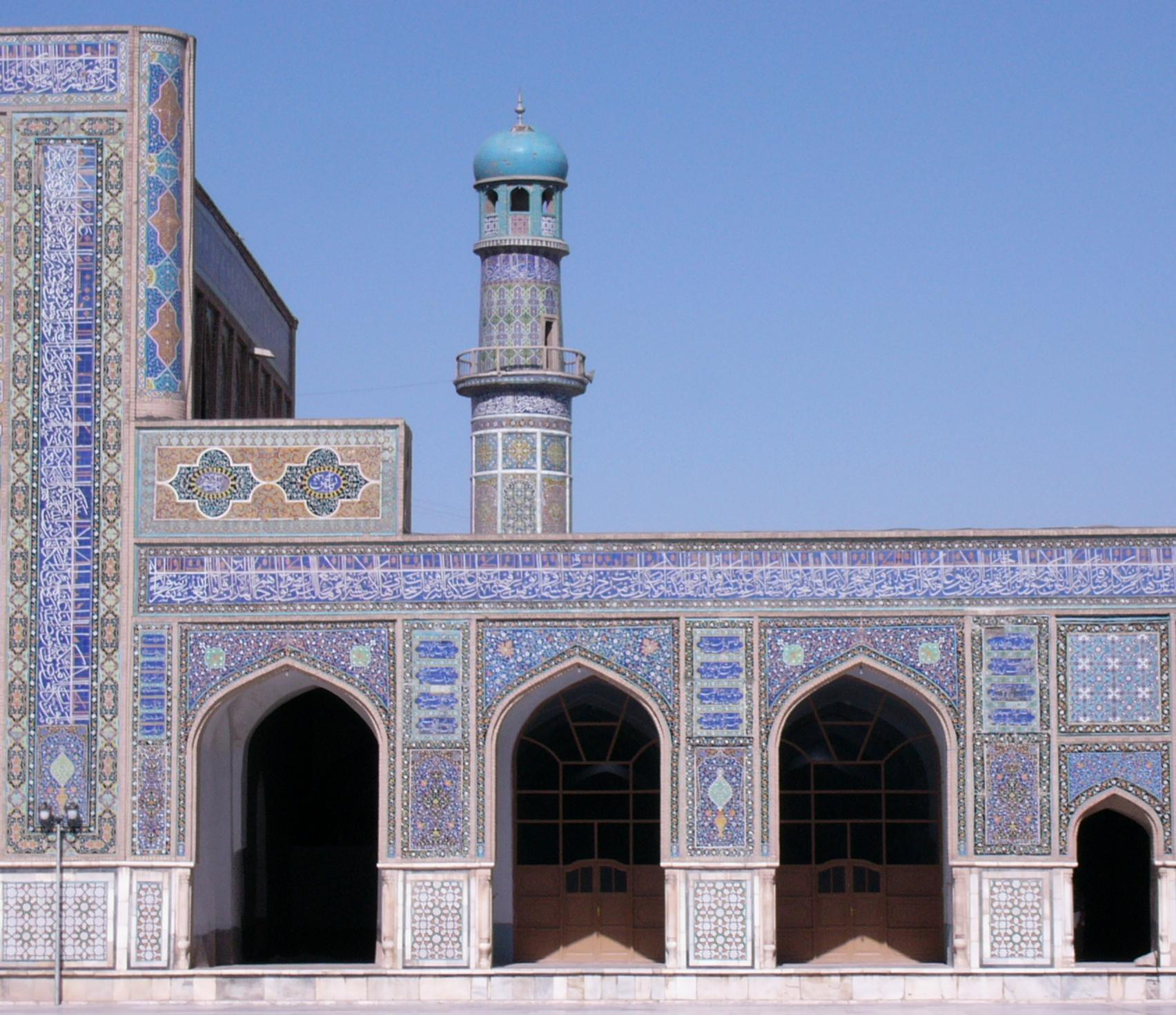
مسجد جامع هرات
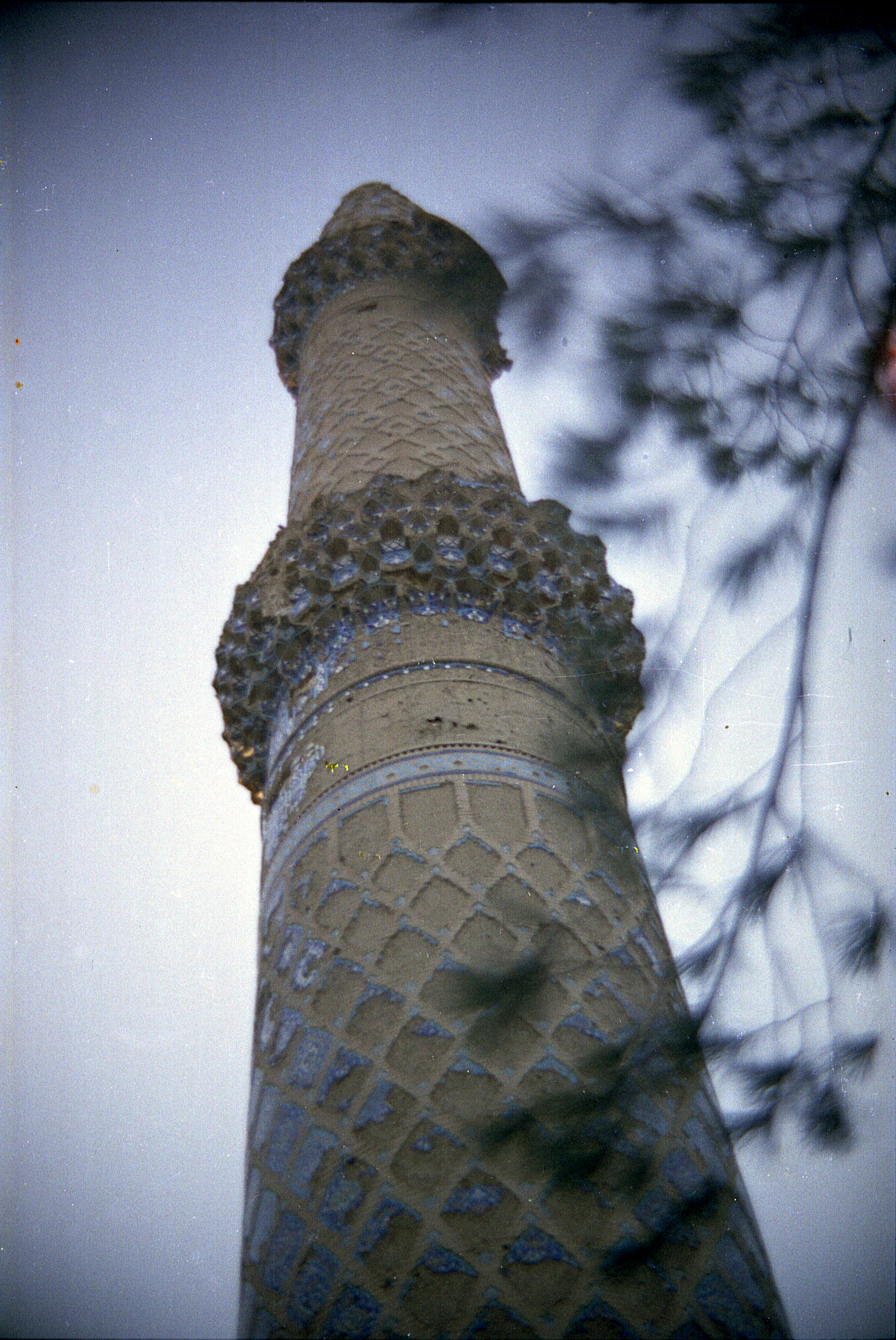
مناره ای در مصلای هرات
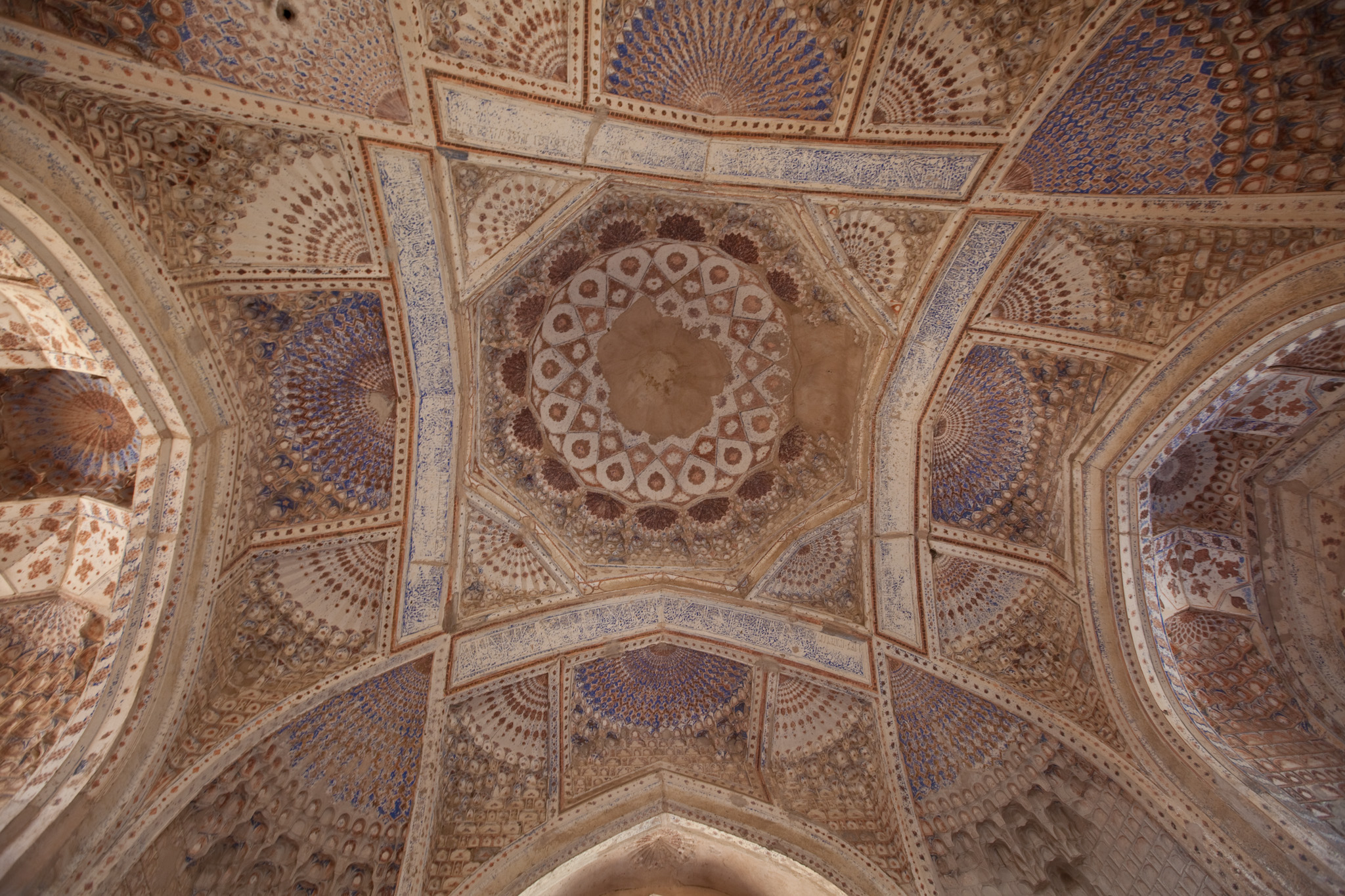
مناره ای در مصلای هرات
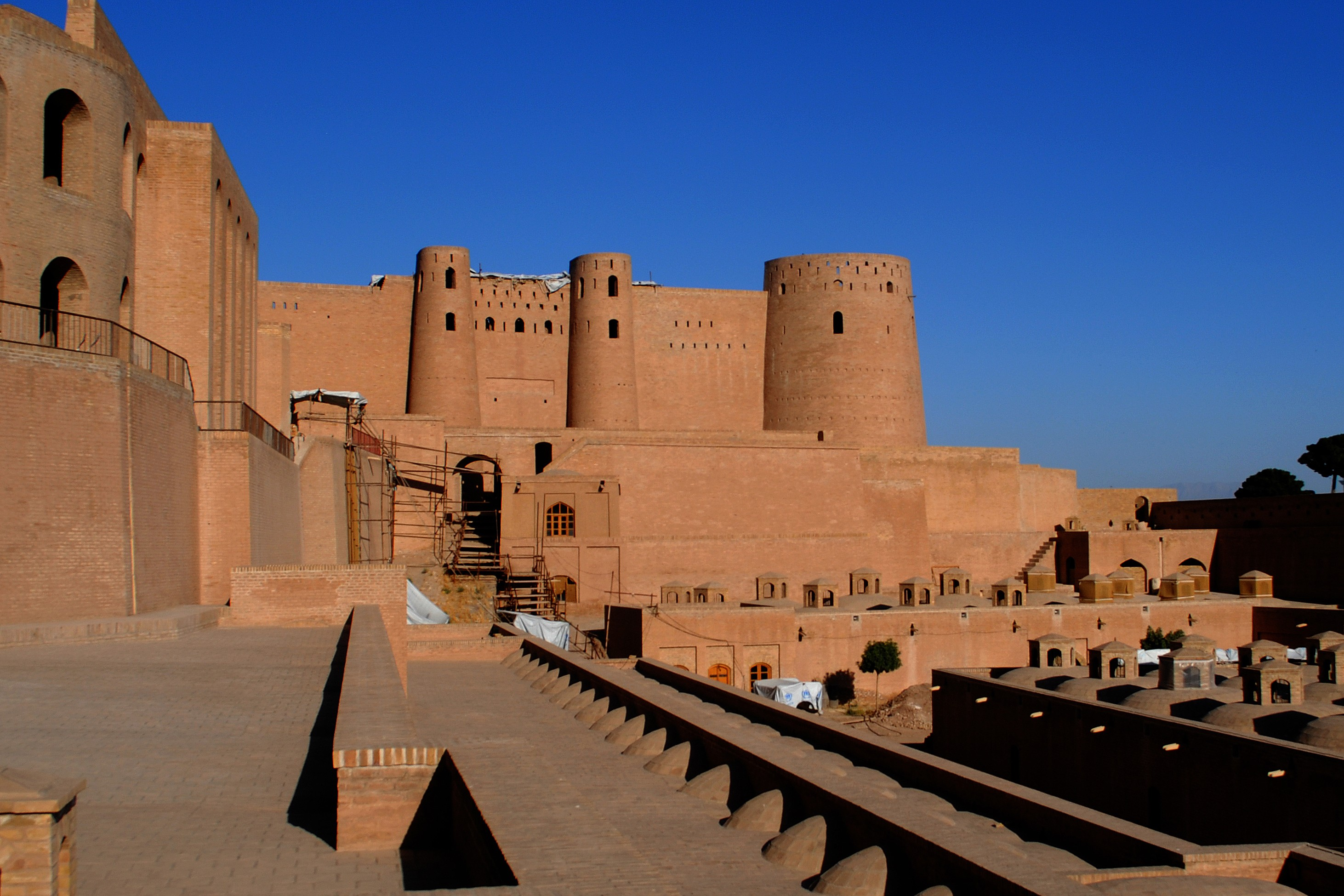
ارگ هرات مشهور به قلعه اختیارالدین
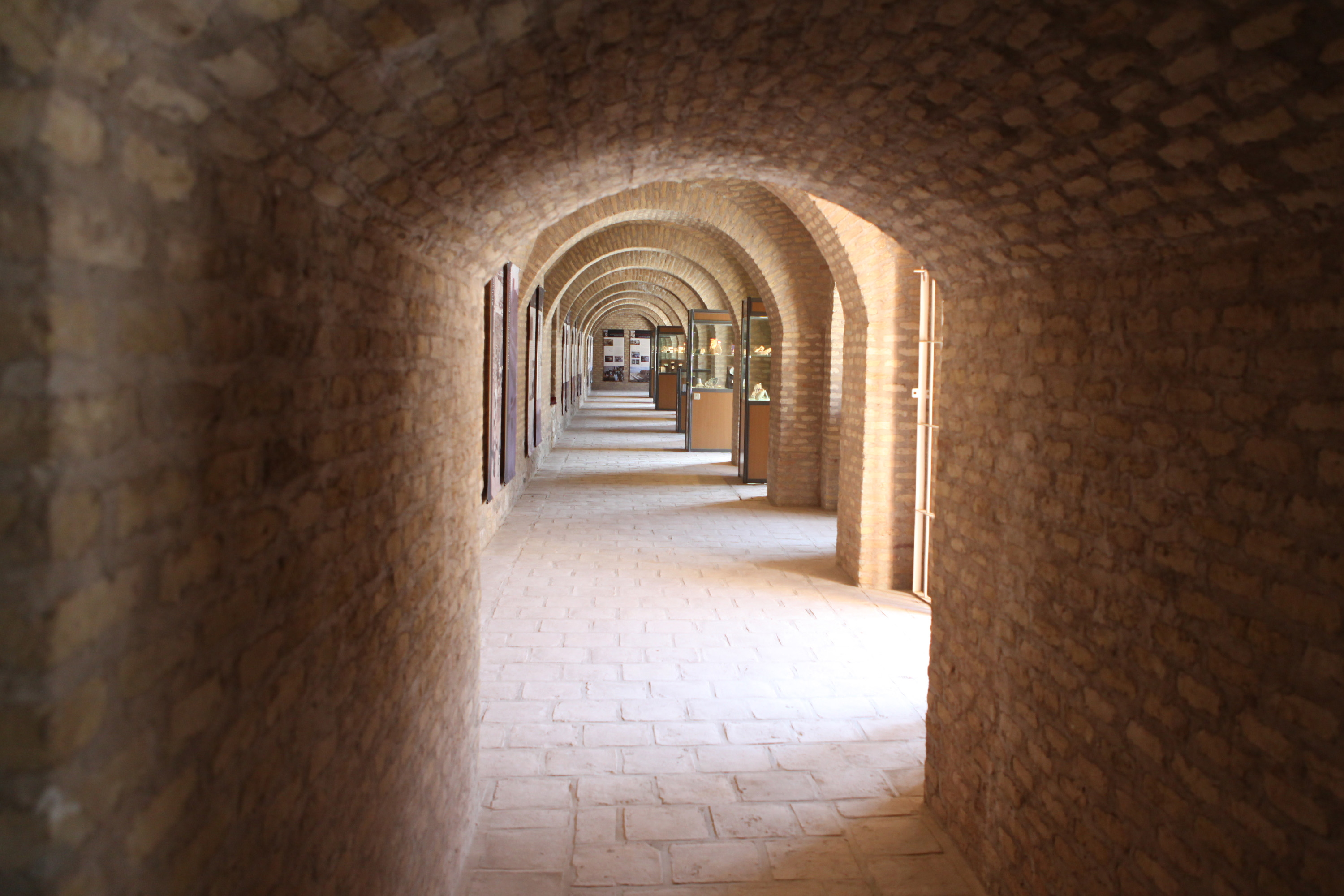
موزه در داخل ارگ هرات
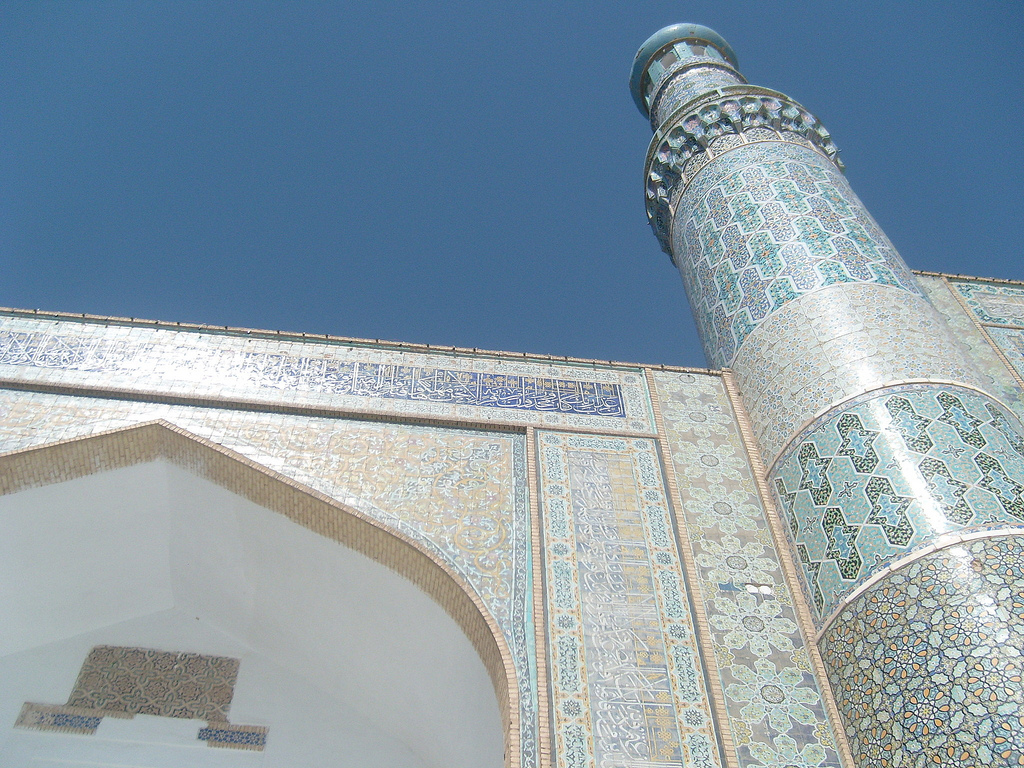
مسجد جامع هرات
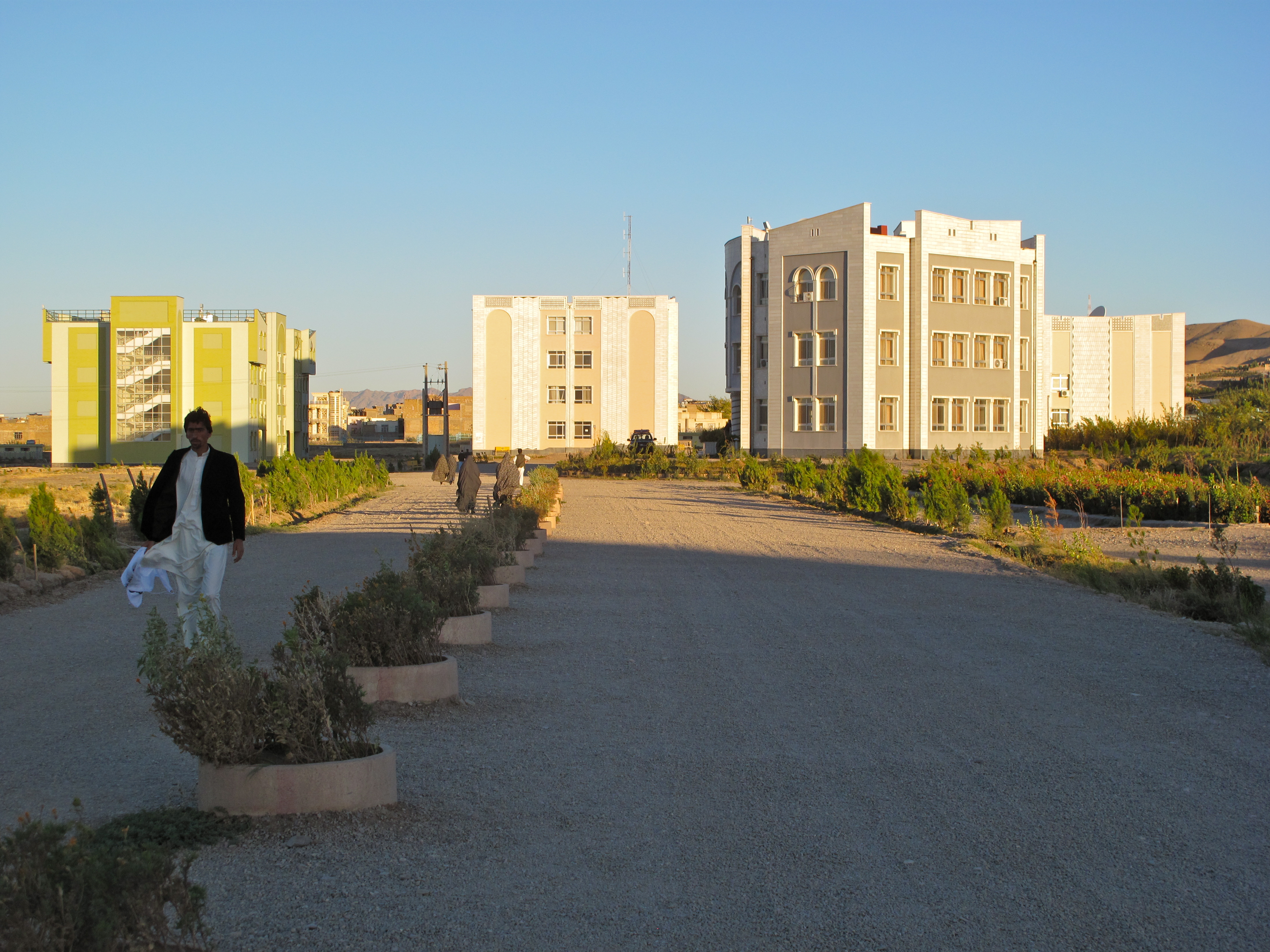
دانشگاه هرات
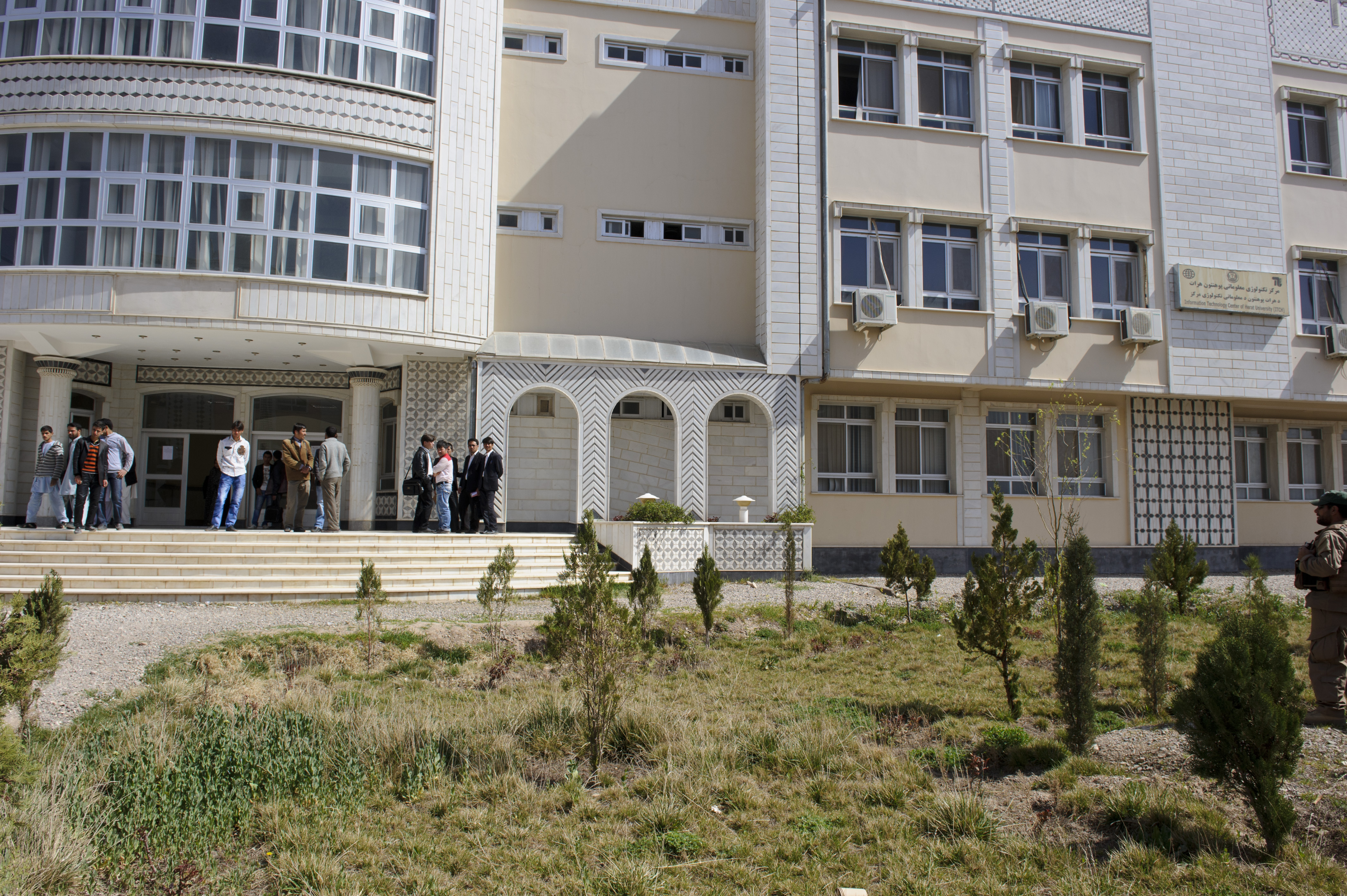
دانشگاه هرات در سال ۲۰۱۲
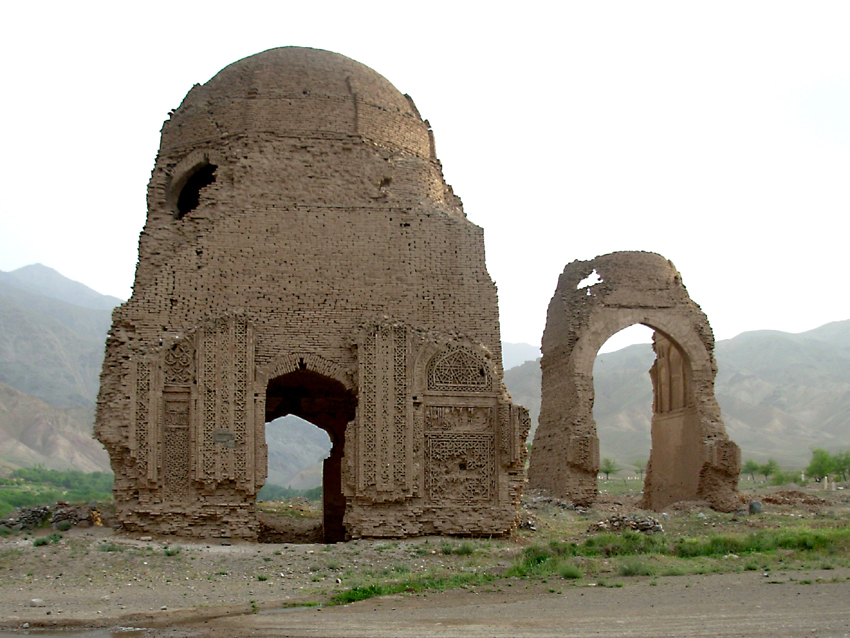
از میراث باقیمانده تاریخی چشت شریف در ولایت هرات
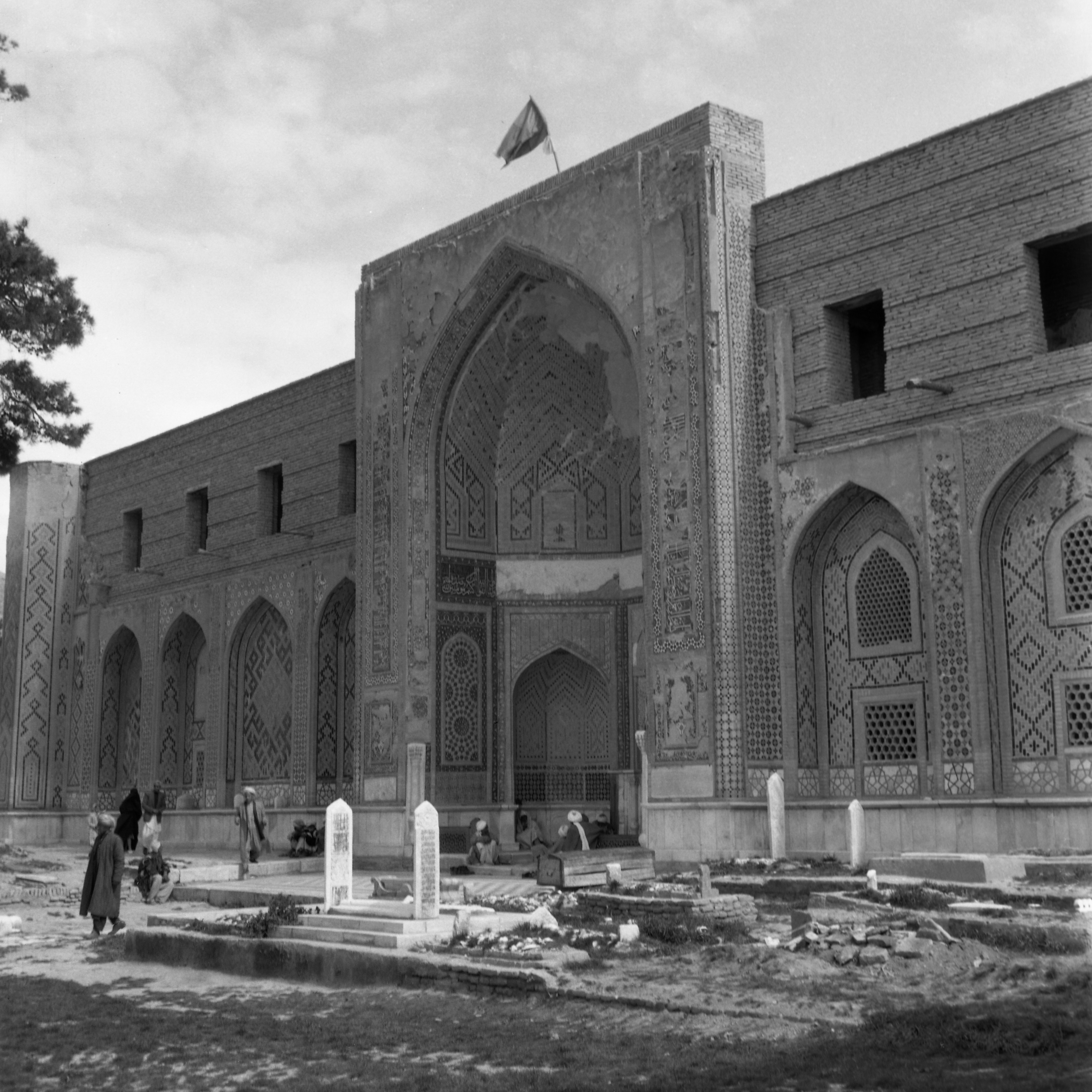
آرامگاه پیر هرات، خواجه عبدالله انصاری، گازرگاه هرات
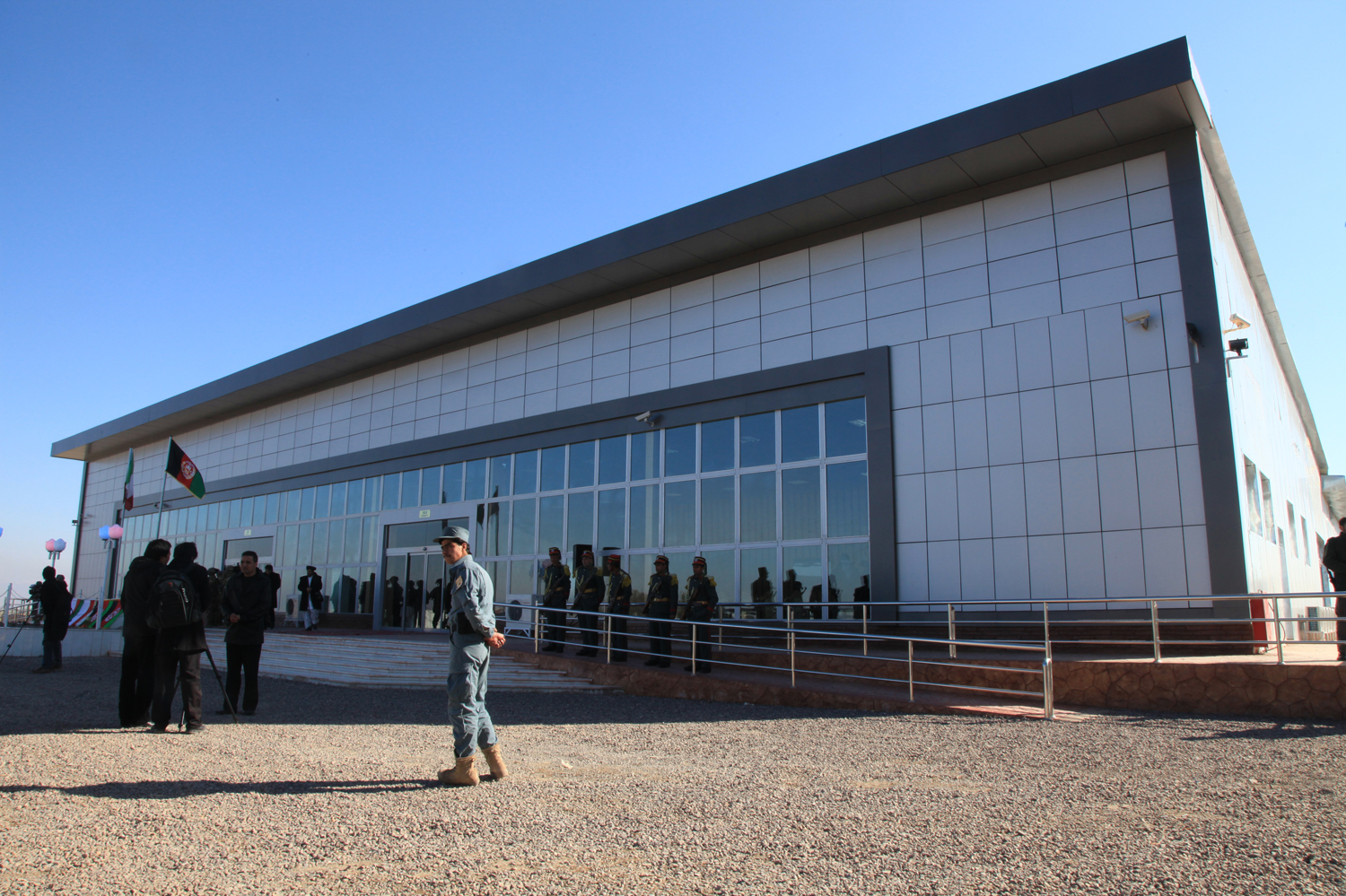
فرودگاه بین المللی هرات
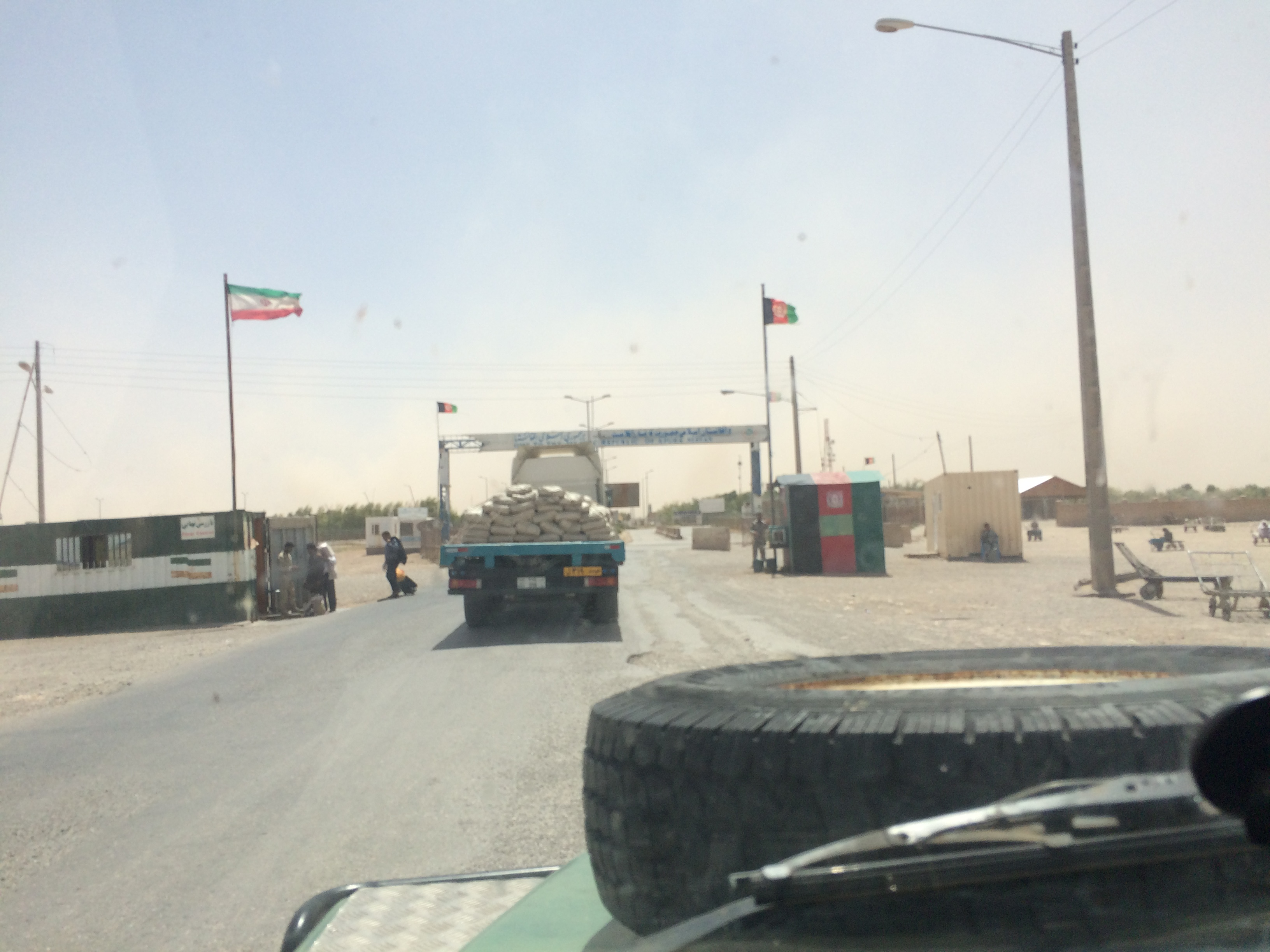
گمرک اسلام قلعه، ولسوالی کهسان، ولایت هرات
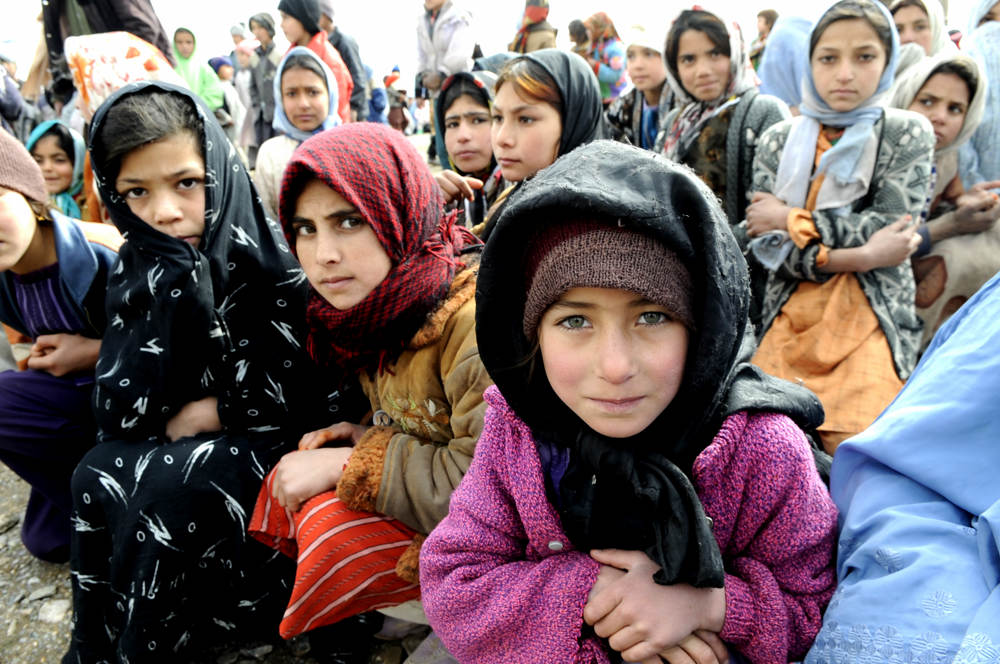
دختران در ولسوالی گذره، ولایت هرات
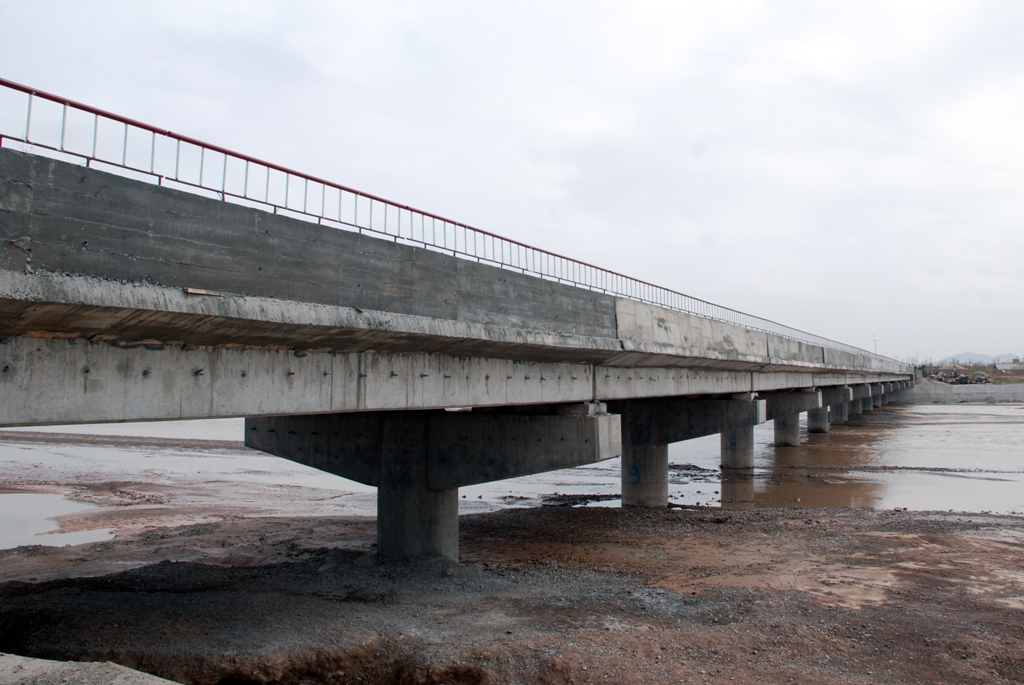
یک پل در دره زیرکوه، ولسوالی شیندند، ولایت هرات

## پیوندها
- عکسهایی از هرات (فلیکر)
- نقشهٔ ولایت هرات
- سایت رسمی ولایت هرات بایگانی‌شده  در ۱۰ دسامبر ۲۰۰۶ توسط Wayback Machine
- سایت رسمی صحت عامه (اداره بهداشت) هرات
- سایت رسمی شهرداری هرات
- سایت رسمی هرؤیان